# Mount Benvolio
Mount Benvolio är ett berg i Kanada.   Det ligger i provinsen British Columbia, i den sydvästra delen av landet, 3 500 km väster om huvudstaden Ottawa. Toppen på Mount Benvolio är 2 602 meter över havet, eller 437 meter över den omgivande terrängen. Bredden vid basen är 5,4 km.
Terrängen runt Mount Benvolio är huvudsakligen bergig, men den allra närmaste omgivningen är kuperad.Trakten runt Mount Benvolio är nära nog obefolkad, med mindre än två invånare per kvadratkilometer.. Närmaste större samhälle är Whistler, 15,4 km nordväst om Mount Benvolio. 
Trakten runt Mount Benvolio är permanent täckt av is och snö.